# Billibellary
Billibellary (v. 1799 - 10 août 1846) est un chansonnier notable et un dirigeant influent du clan Wurundjeri-Willam au début de la colonisation européenne de Melbourne, maintenant capitale de l'État de Victoria en Australie. On l'appelait par des noms différents comme Billi-billeri, Billibellary, Jika Jika, Jacky Jacky et Jaga Jaga.
Il était un chef astucieux et plein de tact, décrit comme un homme fort qui possédait une influence très importante. 

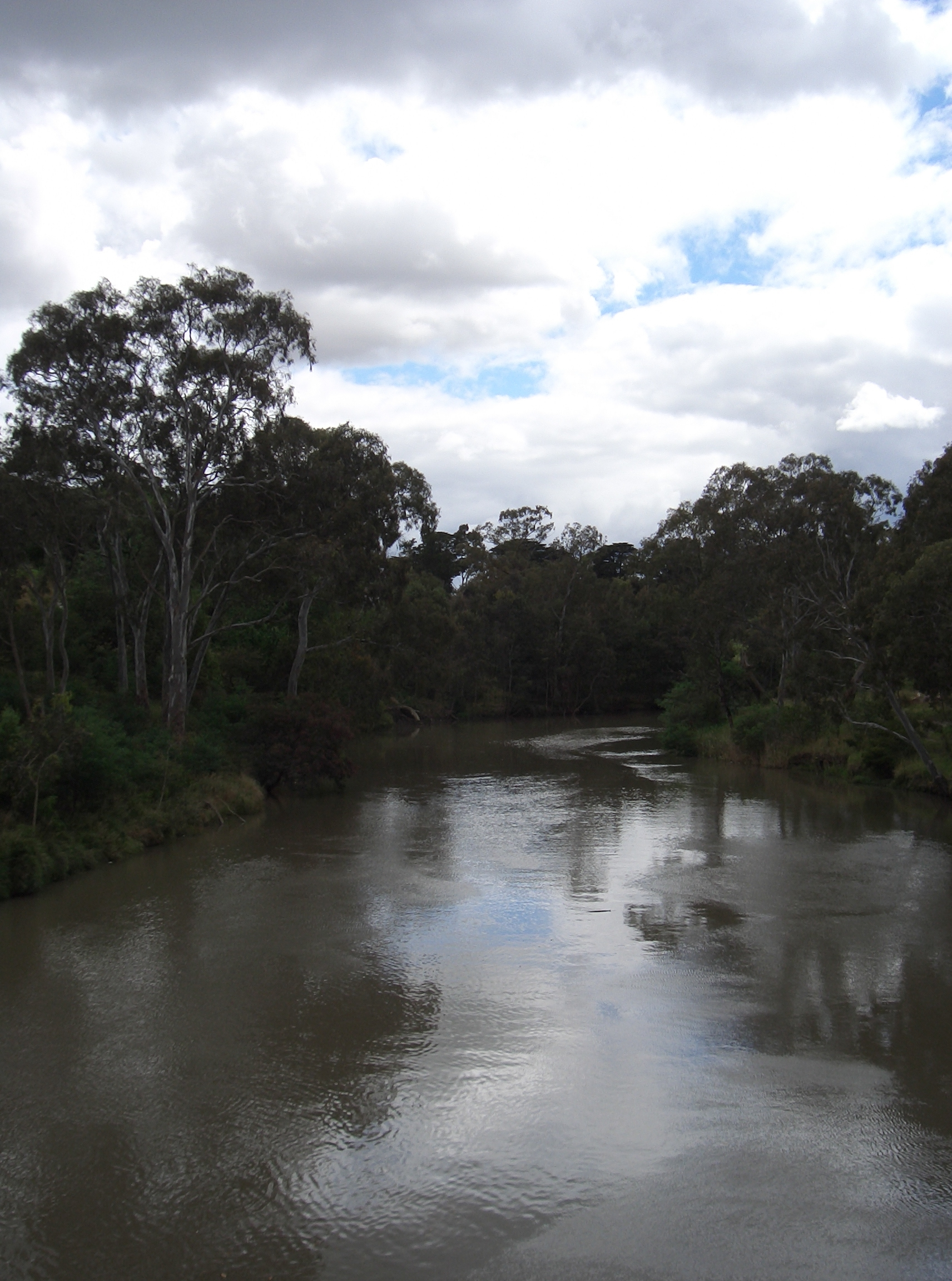
Le Yarra près de Yarra Bend Park, Melbourne. Comme il était à l'époque précoloniale.

## Territoires du clan
La famille de Billibellary habitait la rive du nord du Yarra en partant de Yarra Bend Park et en amont de Merri Creek. Son frère, Burrenupton, habitait la rive du sud du Yarra en partant de Gardiners Creek. Bebejan, connu aussi sous le nom de Jerrum Jerrum et père de William Barak, occupait la région qui s’étendait le long du Yarra de Heidelberg à Mont Baw Baw. Mooney Mooney, un ngurungaeta (ancien) du clan Baluk-willam, occupait des terres au sud-est du Yarra jusqu’à Mont Dandenong, à Cranbourne et aux marais près de Western Port.
Le vieux Ninggalobin, ngurungaeta du clan de mount Macedon, possédait en commun avec Billibellary la carrière de Mount William, source de haches prisées de néphrite avec lesquelles on faisait du commerce sur une grande étendue jusqu'à la Nouvelle-Galles du Sud et à Adélaïde,,. On se servit de la carrière, qui couvre 18 hectares et contient des fosses de quelques mètres de profondeur, pendant plus de 1 500 ans. En février 2008 on ajouta le site à la liste du patrimoine national pour son importance culturelle et sa valeur archéologique.

## Traité
Quand John Batman, colon et entrepreneur, explora le Yarra et ses affluents il rencontra Billibellary, un des huit ngurungaeta avec lesquels il signa un « traité » le 8 juin 1835. Cette rencontre s’est produite près d’un ruisseau qui était probablement le Merri Creek et il y eut un échange de biens, Batman donnant des ciseaux, des miroirs et d’autres choses de la même espèce contre des armes aborigènes et deux grandes capes à peau de phalanger, vêtements qui étaient beaucoup prisés. Batman pensait par conséquent qu’il avait obtenu environ 200 000 hectares autour du Yarra et de la baie de Corio.
Le traité était important dans la mesure où ce fut la seule fois documentée où les colons européens ont essayé de justifier par négociation leur occupation des terres aborigènes. Le traité a été immédiatement rejeté par le gouvernement colonial à Sydney. La proclamation faite en 1835 par le gouverneur Richard Bourke mit en application la doctrine de terra nullius selon laquelle l’occupation britannique était fondée sur le fait que personne ne possédait l’Australie avant l’appropriation britannique, que les Aborigènes ne pouvaient pas louer la terre et que personne ne pouvait l’acquérir sauf par l’intermédiaire de la Couronne.

## Contradictions culturelles
À cause des soins rendus par Susannah Thomas, épouse du Protecteur adjoint William Thomas, à son fils blessé, Simon Wonga pendant deux mois en 1840, Billibellary nomma sa fille nouveau-née Susannah.
En janvier 1840, près d’Arthurs Seat, William Thomas promit aux clans Kulin des rations officielles jusqu’à ce qu’on pût établir une communauté indépendante, mais le Protecteur principal George Augustus Robinson refusa de faire distribuer l’alimentation. Thomas, se méfiant du mécontentement des tribus, expliqua la situation à Billibellary et demanda la protection de celui-ci pour son épouse et ses enfants. Billibellary était hors de sa territoire, mais son autorité était incontestée. Susannah Thomas distribua tout ce qu’elle avait d'alimentation disponible et Billibellary ordonna aux clans de se rassembler en groupes plus petits pour chercher de la nourriture
En 1842, par ordre de Charles Latrobe, une Gendarmerie aborigène fut établie et subventionnée par le gouvernement  pour ‘civiliser’ les Aborigènes. Comme ancien principal des Wurundjeri, la coopération de Billabellary était importante et, après avoir réfléchi à la proposition, il l’appuya et même dit qu’il avait l’intention de s’engager. Il mit l’uniforme du corps et prenait plaisir à se promener dans le camp, mais fit attention à éviter le service actif de peur d’un conflit d’intérêt. En dépit de la mission ‘civilisatrice’ du corps, les hommes ne cessaient pas de participer aux cérémonies et aux rassemblements.
Après environ un an, Billabellary se démit du corps, se rendant compte de l'utilisation du corps pour capturer ou tuer d'autres Aborigènes. Il fit de son mieux par la suite pour saper le corps, beaucoup d'hommes l’abandonnant par conséquent et peu d’entre eux y restant plus de trois ou quatre ans.
En 1845 on fonda une école sur la rive de Merri Creek pour éduquer et ‘civiliser’ les enfants des Wurundjeri. Pendant les deux premières années, beaucoup d'élèves y allèrent, en grande partie grâce à l’appui de Billibellary, qui y envoya ses propres enfants. Mais il y eut des conflits à propos du programme scolaire et des demandes pour l’enseignement de la culture aborigène. La mort de Billibellary en 1846 conduisit à une diminution du nombre d'élèves, beaucoup d’entre eux en se perdant de vue et des autres devenus des ‘éléments perturbateurs’.

## Mort
Billibellary est décédé le 10 août 1846 d’une inflammation des poumons, maladie qui a tué beaucoup de son peuple depuis leur premier contact avec les Européens. On l’a enterré à la confluence de Merri Creek et du Yarra (Birrarang) près de Dights Falls.
Après sa mort, son fils Simon Wonga est devenu ngurungaeta du clan Wurundjeri-willam .